# Inmueble de renta

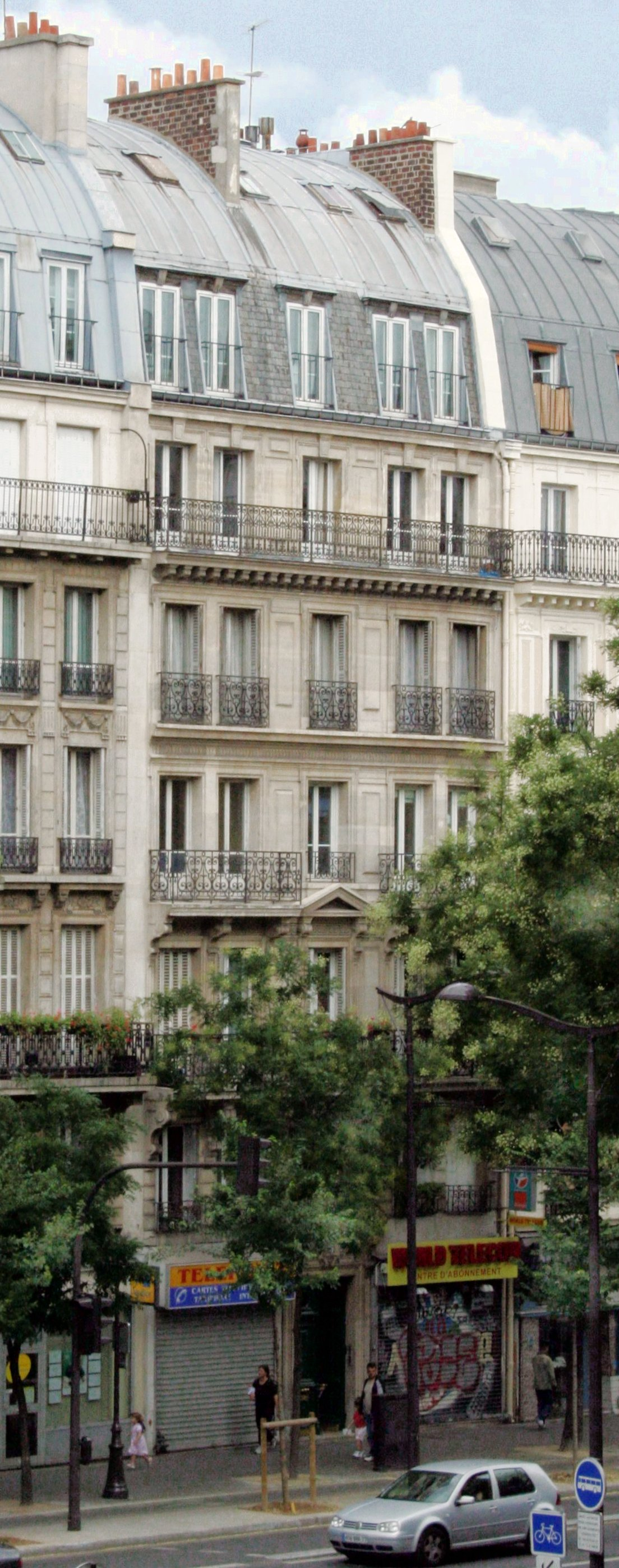
Fachada de un inmueble de renta en el boulevard de Magenta, París.

El inmueble de renta, también llamado inmueble de inversión o inmueble de alquiler o edificio de alquiler (en francés immeuble de rapport, maison de rapport, immeuble à loyer) es una tipología arquitectónica surgida en el siglo XVIII, pero que se desarrolló de manera más extendida y característica en el siglo XIX. 
Particularmente en París, el inmueble de inversión o inmueble de rentabilidad estabilizada se extendió partiendo del reinado de Luis XVI (segunda mitad del siglo XVIII). Durante la Restauración y el llamado período haussmanniano, amplios terrenos fueron loteados, y constructores y especuladores mayoritariamente allí construyeron este tipo de inmuebles. Los reglamentos urbanos y el destino popular de estos edificios, en muchos casos impulsó el uso reiterado de fachadas y de disposiciones interiores. Esta moda por el inmueble de inversión, ha sido sin duda una de las causas de la homogeneidad arquitectónica del París actual.

## Tipología
Un edificio de renta o edificio de inversión es un inmueble dividido en varias soluciones habitacionales familiares que son arrendadas por uno o varios propietarios a los interesados. La construcción de estos edificios es una clásica operación inmobiliaria, concebida como una colocación financiera relativamente segura para el propietario. Un inmueble existente en algunos casos puede transformarse en un inmueble para renta, aunque por lo general es un inmueble nuevo que precisamente se construye a estos efectos.
Si bien en París las fachadas en muchos casos se repiten en este tipo de construcciones de los siglos XVIII y XIX, los edificios se diferencian por algunos elementos decorativos, en especial molduras de yeso, barandillas de balcones y escaleras, y también balaustradas.
Se trata de un inmueble (edificio) que comporta locales, oficinas, y/o alojamientos familiares, destinados exclusivamente al alquiler, con una rentabilidad relativamente atractiva y segura en el mediano y largo plazo, puesto que es dable pensar que no todas las unidades se desocupen simultáneamente, y por lo tanto en determinado momento se asegura al menos una renta básica (una entrada básica con la que hacer frente al menos a gastos fijos y extraordinarios). Dicho de otra manera, es una forma de inversión en bienes raíces con menor riesgo relativo.